# Jan Paradysz
Jan Paradysz (ur. 15 stycznia 1946 w Krasnej) – polski statystyk i demograf, profesor nadzwyczajny na Uniwersytecie Ekonomicznym w Poznaniu.

## Życiorys
Szkołę średnią ukończył we Wrocławiu. Studiował potem na Uniwersytecie Jagiellońskim, gdzie uzyskał tytuł magistra. Doktorat ze statystyki i demografii obronił na poznańskiej Akademii Ekonomicznej. Od 1981 do 1983 przebywał w Paryżu, gdzie pracował w Państwowym Instytucie Badań Demograficznych (stypendium rządu francuskiego) oraz uczestniczył w wykładach z demografii matematycznej na Sorbonie. Od 1985 jest członkiem Komitetu Nauk Demograficznych PAN. W 1986 habilitował się na Akademii Ekonomicznej w Krakowie (praca Wielowymiarowa analiza reprodukcji ludności). Od 1993 do 2008 kierował Katedrą Statystyki Wydziału Zarządzania poznańskiego Uniwersytetu Ekonomicznego, gdzie został profesorem nadzwyczajnym. Był założycielem i dyrektorem Centrum Statystyki Regionalnej w Poznaniu. Od 2000 do 2007 był członkiem Rady Statystyki przy Premierze RP. W 2010 był kierownikiem podgrupy GUS do spraw metod statystyczno-matematycznych Powszechnego Spisu Rolnego, a w 2011 Narodowego Spisu Powszechnego. Odznaczony w 2019 Krzyżem Kawalerskim Orderu Odrodzenia Polski za wybitne zasługi w pracy naukowej w dziedzinie demografii i statystyki.
Od 1989 do 1992 był przewodniczącym komisji uczelnianej NSZZ Solidarność na Akademii Ekonomicznej w Poznaniu (od 1995 do 1998 był jej wiceprzewodniczącym). Należy do zarządu Akademickiego Klubu Obywatelskiego im. Prezydenta Lecha Kaczyńskiego w Poznaniu.

## Zainteresowania naukowe
Interesuje się taką problematyką, jak: prognozowanie demograficzne, koniunktura, statystyka regionalna i metoda reprezentacyjna.

## Osiągnięcia
Tworzył prognozy demograficzne dla miast polskich, m.in. dla Poznania, Gorzowa Wielkopolskiego, Międzyrzecza oraz aglomeracji poznańskiej. Był autorem lub współautorem 15 książek i stu artykułów naukowych. Wypromował pięciu doktorów. Redagował i publikował w takich czasopismach, jak Polish Population Review i Studia Demograficzne.